# Tata Steel-toernooi 2020
Het Tata Steel-toernooi 2020 vond plaats van 10 t/m 26 januari 2020 in het Nederlandse Wijk aan Zee. Op donderdag 16 januari speelde de mastersgroep in het Philips Stadion in Eindhoven. Het toernooi wordt jaarlijks georganiseerd en is vernoemd naar de staalproducent Tata Steel, omdat dat de hoofdsponsor van het toernooi is. Fabiano Caruana won het toernooi met 10 punten uit 13 partijen. Het is de eerste keer sinds 2013 dat iemand 10 punten of meer haalt, toen was het gelukt door Magnus Carlsen.

## Eindstand masters

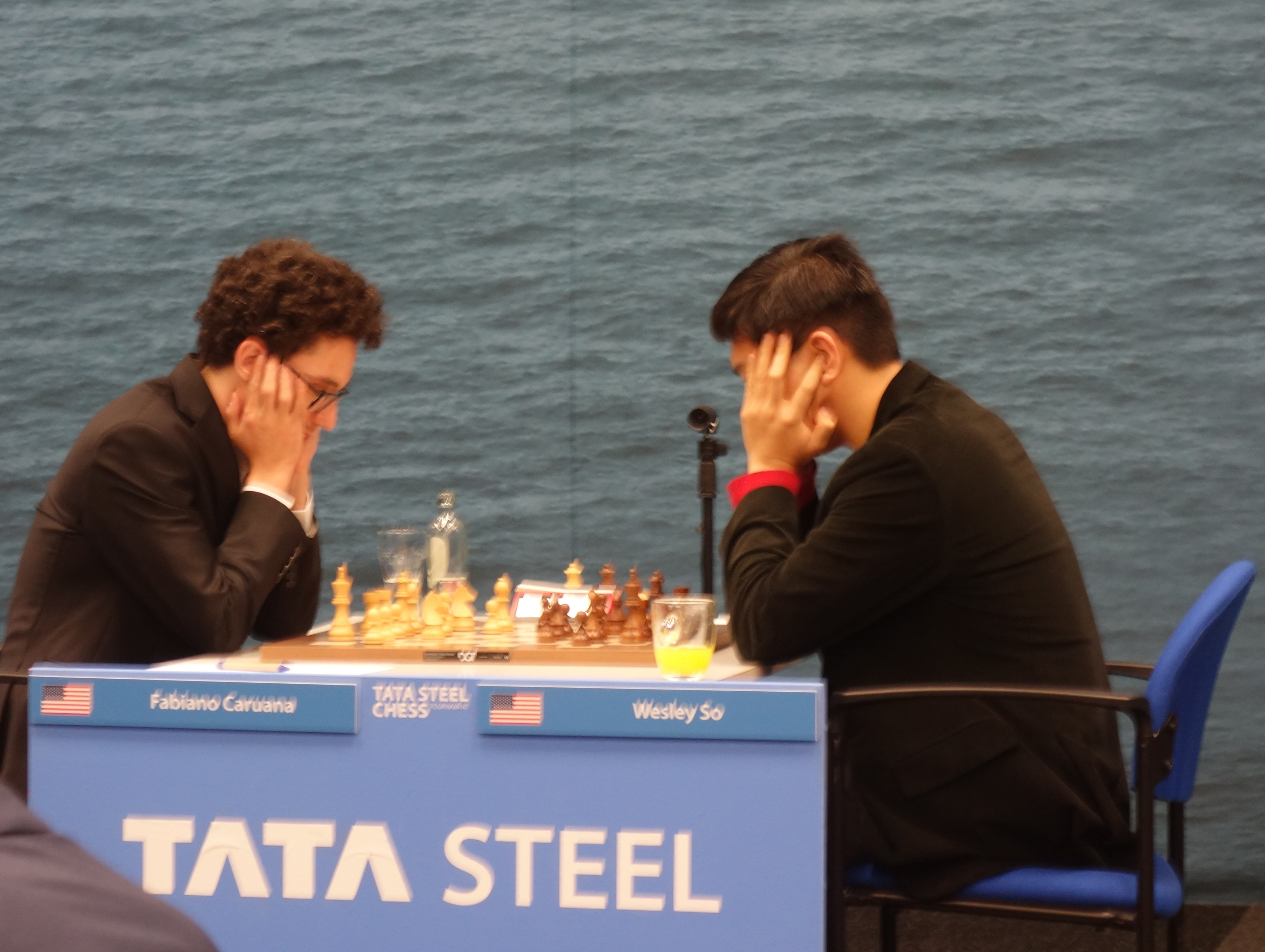
Caruana - So, Tata Steel 2020

| Nr.    | Speler             | Rating | Punten | SB  | 1 | 2 | 3 | 4 | 5 | 6 | 7 | 8 | 9 | 10 | 11 | 12 | 13 | 14 |
| ------ | ------------------ | ------ | ------ | --- | - | - | - | - | - | - | - | - | - | -- | -- | -- | -- | -- |
| Goud   | Fabiano Caruana    | 2822   | 10     | 61  | * | ½ | ½ | ½ | 1 | ½ | 1 | 1 | 1 | ½  | 1  | ½  | 1  | 1  |
| Zilver | Magnus Carlsen     | 2872   | 8      | 49¼ | ½ | * | ½ | ½ | ½ | ½ | ½ | ½ | 1 | ½  | ½  | 1  | ½  | 1  |
| Brons  | Wesley So          | 2765   | 7½     | 48¼ | ½ | ½ | * | ½ | ½ | ½ | 1 | ½ | 1 | ½  | ½  | ½  | ½  | ½  |
| 4      | Jorden van Foreest | 2644   | 7      | 44¼ | ½ | ½ | ½ | * | 1 | ½ | ½ | ½ | ½ | 0  | 0  | 1  | 1  | ½  |
| 5      | Daniil Dubov       | 2683   | 7      | 40¾ | 0 | ½ | ½ | 0 | * | ½ | ½ | ½ | ½ | ½  | 1  | ½  | 1  | 1  |
| 6      | Anish Giri         | 2768   | 6½     | 41  | ½ | ½ | ½ | ½ | ½ | * | ½ | ½ | 0 | ½  | ½  | ½  | ½  | 1  |
| 7      | Viswanathan Anand  | 2758   | 6½     | 39¾ | 0 | ½ | 0 | ½ | ½ | ½ | * | ½ | 1 | 1  | ½  | ½  | ½  | ½  |
| 8      | Jan-Krzysztof Duda | 2758   | 6½     | 39½ | 0 | ½ | ½ | ½ | ½ | ½ | ½ | * | ½ | ½  | ½  | ½  | 1  | ½  |
| 9      | Alireza Firouzja   | 2723   | 6½     | 37½ | 0 | 0 | 0 | ½ | ½ | 1 | 0 | ½ | * | 1  | 1  | ½  | ½  | 1  |
| 10     | Jeffery Xiong      | 2712   | 6      | 40½ | ½ | ½ | ½ | 1 | ½ | ½ | 0 | ½ | 0 | *  | 1  | ½  | ½  | 0  |
| 11     | Vladislav Artemiev | 2731   | 6      | 35¾ | 0 | ½ | ½ | 1 | 0 | ½ | ½ | ½ | 0 | 0  | *  | 1  | ½  | 1  |
| 12     | Nikita Vitiugov    | 2747   | 5      | 32½ | ½ | 0 | ½ | 0 | ½ | ½ | ½ | ½ | ½ | ½  | 0  | *  | ½  | ½  |
| 13     | Yangyi Yu          | 2726   | 4½     | 28  | 0 | ½ | ½ | 0 | 0 | ½ | ½ | 0 | ½ | ½  | ½  | ½  | *  | ½  |
| 14     | Vladislav Kovalev  | 2660   | 4      | 24½ | 0 | 0 | ½ | ½ | 0 | 0 | ½ | ½ | 0 | 1  | 0  | ½  | ½  | *  |

## Eindstand challengers
In de challengersgroep won David Antón Guijarro met 8,5 punten uit 13 partijen.